# Olympus OM-D E-M10 Mark II
Olympus OM-D E-M10 Mark II, ohlášený v srpnu 2015, je bezzrcadlovka systému mikro 4/3. Jedná se o druhou generaci přístroje Olympus OM-D E-M10.

## Popis
Fotoaparát patří do kompaktní větve řady OM-D. Vzhledově i vlastnostmi navazuje na svého předchůdce, má stejný 16megapixelový snímač a sdílí s ním i řadu dalších vlastností. V porovnání s první generací E-M10 došlo zejména k následujícím vylepšením:
- má nový, pětiosý stabilizátor snímače,
- rozlišení elektronického hledáčku bylo zvýšeno na 2,4 Mpix proti původním 1,4 Mpix,
- disponuje elektronickou závěrkou umožňující kratší expoziční časy a tichý provoz,
- rozšířil se sortiment podporovaných formátů pro záznam videa.

Server Digital Photography Review mu ve své recenzi ze srpna 2015 udělil stříbrnou cenu. Fotoaparát získal ocenění EISA Awards 2015–2016 v kategorii Pokročilý systémový kompakt.